# 圣莫里斯拉富日勒斯
圣莫里斯-拉富日勒斯（法語：Saint-Maurice-la-Fougereuse，法語發音：[sɛ̃ moʁis la fuʒʁøz]）是法国德塞夫勒省的旧市镇，属于布雷叙尔区。2016年，圣莫里斯-拉富日勒斯与市镇埃蒂松合并为新市镇圣莫里斯-埃蒂松。

## 地理
圣莫里斯-拉富日勒斯（47°2'1"N, 0°30'32"W）面积35.84 平方千米，位于法国新阿基坦大区德塞夫勒省，该省份为法国西部内陆省份，北起曼恩-卢瓦尔省，西接旺代省，南至夏朗德省和滨海夏朗德省，东临维埃纳省。
与圣莫里斯-拉富日勒斯接壤的市镇（或旧市镇、城区）包括：埃蒂松、阿让通莱瓦莱。
圣莫里斯-拉富日勒斯的时区为UTC+01:00、UTC+02:00（夏令时）。

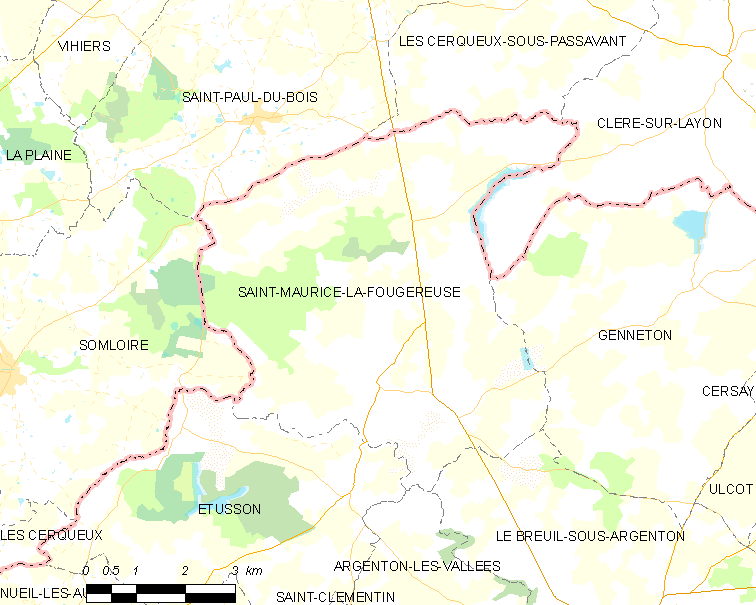
圣莫里斯-拉富日勒斯的OSM定位图

## 行政
圣莫里斯-拉富日勒斯的邮政编码为79150，INSEE市镇编码为79280。

## 政治
圣莫里斯-拉富日勒斯所属的省级选区为莫莱翁县。

## 人口

1962-2008年间圣莫里斯-拉富日勒斯人口变化图示

圣莫里斯-拉富日勒斯于2018年1月1日时的人口数量为543人。